# Eierkoek
Eierkoekⓘ (niderl. ei – jajko i koek – ciastko; l.mn. eierkoeken) – słodkie, miękkie, lekkie, delikatne w smaku, okrągłe ciastko tradycyjnie spożywane w Holandii, najczęściej między posiłkami głównymi; w tłumaczeniu dosłownym „ciastko jajeczne”.

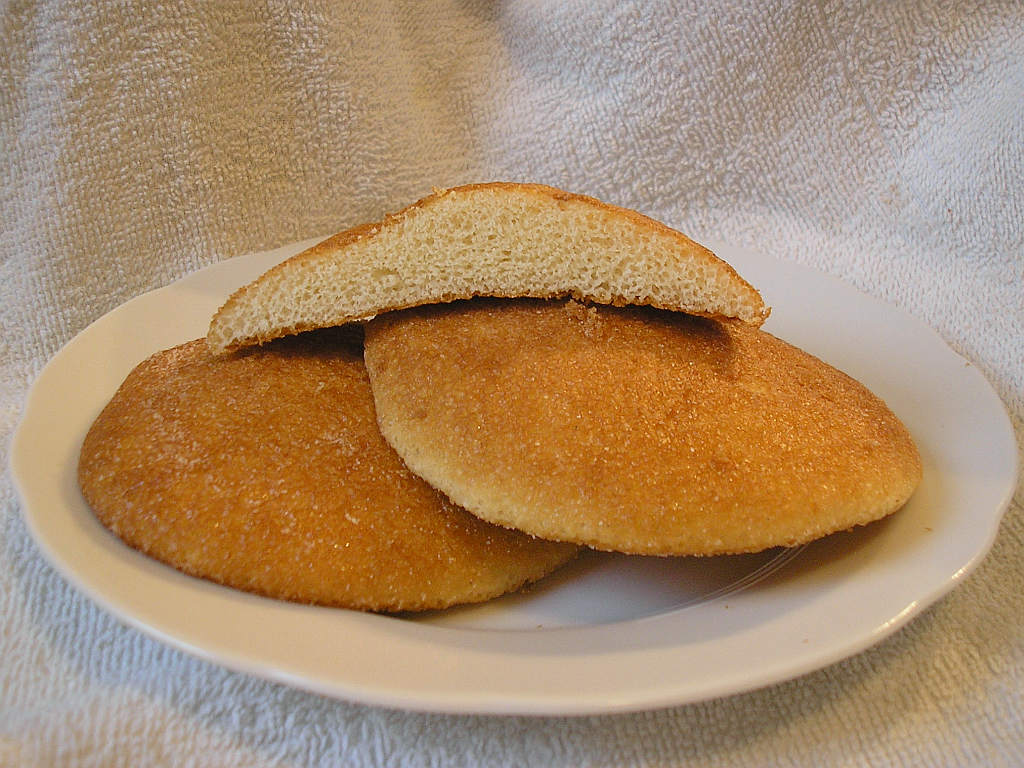
Cały i przekrojony eierkoek

Jego średnica wynosi przeciętnie od 10 do 20 cm. Jest wypukłe od góry i płaskie od spodu. Spodnia, płaska strona bywa smarowana masłem przed konsumpcją. Podstawowymi składnikami do wypieku są: jajka, cukier, mąka i proszek do pieczenia lub zamiast całych jaj – mleko i same żółtka.
Sposób przygotowania polega na połączeniu mąki dokładnie wymieszanej z proszkiem do pieczenia w jednej misce z jajkami i cukrem ubitymi za pomocą miksera w osobnej misce i bardzo dokładnym ponownym wymieszaniu, po którym powstałą masę odstawia się na 5 minut. Następnie łyżką formowane są placuszki na blasze do pieczenia wysmarowanej masłem. Ciastka jajeczne piecze się w uprzednio nagrzanym do 180 °C piekarniku przez około 15 minut aż będą złocisto-żółte.
Istnieją różne warianty ciastka jajecznego, np. z rodzynkami, kawałkami czekolady lub z mąki pełnoziarnistej. Może być dekorowane owocami (np. ćwiartkami truskawek oraz plasterkami kiwi) i bitą śmietaną.
Często spotykany zapach amoniaku po otwarciu plastikowego opakowania świadczy o tym, że ciastka zostały zbyt szybko zapakowane, zanim zdążyły ulotnić się gazy powstałe podczas pieczenia. Przyczyną zapachu jest składnik proszku do pieczenia, węglan amonu, który pod wpływem wysokiej temperatury rozkłada się do gazowego amoniaku, dwutlenku węgla i wody, które zarazem sprawiają, że ciastko jest pulchne i lekkie.
Wartość energetyczna wynosi 327 kcal/100 gramów produktu. Wartość odżywcza: 7,5 g białka, 65 g węglowodanów w tym 28 g cukru, 3,5 g tłuszczu, 150 mg cholesterolu i 1 g błonnika pokarmowego w przeliczeniu na 100 g produktu.